# Magnesia (Thessalien)

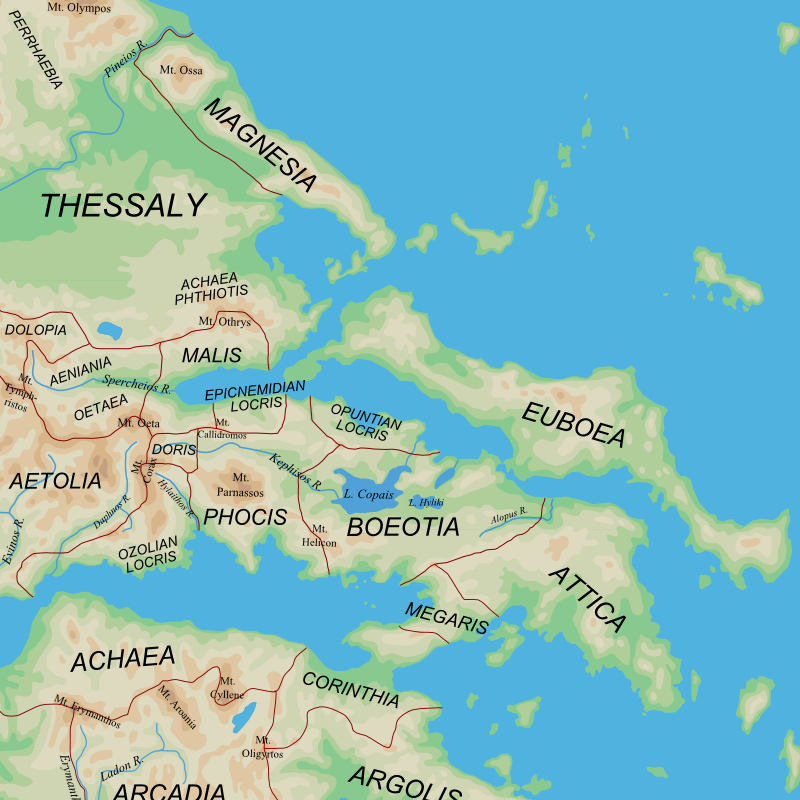
Lage von Magnesia (oben)

Magnesia (altgriechisch Μαγνησία (f. sg.)) bezeichnet eine thessalische Landschaft im antiken Griechenland, heute Teil des Regionalbezirkes Magnisia.
Das Gebiet erstreckte sich in einem schmalen Streifen entlang der Ägäis, vom Fluss Peneus im Nordwesten bis zu den Ausläufern der Halbinsel, die den pagasäischen Meerbusen umschließt. Die Gebirgsketten von Ossa und Pelion prägen die Landschaft.
Die Einwohner Magnesias wurden Magneten (Μάγνητες Mágnētes) genannt. Sie zählten – neben den Dolopern, Ainianen, Maliern, Phthioten und Perrhäbern – zu den ersten Gründungsmitgliedern des Amphiktyonenbundes. Die größte Stadt der Region war Iolkos; das heutige Volos liegt direkt unterhalb der antiken Stätte. Auch die kleinasiatische antike Stadt Magnesia am Mäander wurde der Legende nach eine Generation vor dem Trojanischen Krieg von den Magneten gegründet, vermutlich auch eine weitere, Magnesia am Sipylos, die sich weiter nördlich am Hermos in Lydien befand.
In der griechischen Mythologie ist Magnes der Eponym von Magnesia. Von Iolkos aus soll Iason mit den Argonauten aufgebrochen sein, um das Goldene Vlies zu holen.